# Região Censitária de Hoonah-Angoon
A Região Censitária de Hoonah-Angoon é uma das 11 regiões localizada no estado americano do Alasca que faz parte do Distrito não-organizado, portanto não possui o poder de fornecer certos serviços públicos aos seus habitantes, que são fornecidos por distritos organizados e por condados. Como tal, não possui sede de distrito. Possui uma área de 29 466 km², uma população de 3 436 habitantes e uma densidade demográfica de cerca de 0,1 hab/km². Sua principal cidade é Hoonah.